# Вільтруда Баварська
Вільтруда Марія Алікс Баварська (нім. Wiltrud Marie Alix von Bayern, 10 листопада 1884 — 28 березня 1975) — баварська принцеса з династії Віттельсбахів, дочка короля Баварії Людвіга III та австрійської принцеси Марії Терезії, дружина герцога Вільгельма Урахського.

## Життєпис
Вільтруда народилася 10 листопада 1884 року у Мюнхені десятою дитиною та шостою донькою в родині баварського принца Людвіга та його дружини Марії Терезії Австрійської.
1913 року її батько вступив на баварський престол під іменем Людвіга III.
У 40-річному віці одружилася з герцогом Вільгельмом Урахським, старшим від неї на 20 років. Весілля відбулося 26 листопада 1924 року у Мюнхені. Для нареченого це був другий шлюб. Від першого, із Амалією Баварською, у нього лишилося восьмеро дітей, старша донька вже одружилася з принцом Ліхтенштейну і залишила батьківську домівку. Власних дітей у шлюбі не мали.
Чоловік помер 1928 року. Вільтруда пішла з життя майже за півстоліття, 28 березня 1975 року в Оберстдорфі.